# راحل

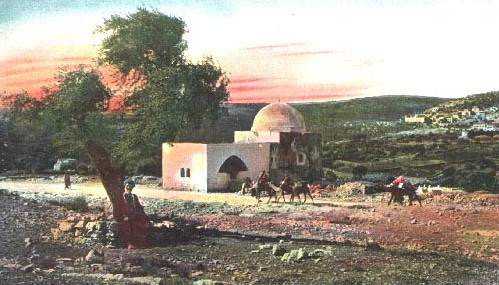
مقبره راحل در سال ۱۹۱۰ میلادی

راحال یا راحیل (به عبری: רחל) همسر دوم و محبوب یعقوب و مادر یوسف و بنیامین و یکی از چهار شه‌مادر بنی اسرائیل است که کتاب مقدس از او یاد شده است. نام و سرگذشت او در سفر پیدایش تورات ذکر گشته است. راحیل، دختر لابان و خواهر کوچک‌تر لیه (همسر اول یعقوب) است.
راحیل در ۱۱ حشوان در تقویم عبری و در هنگام وضع حمل درگذشت. مقبره راحل، از بناهای با اهمیت مذهبی اورشلیم محسوب می‌شود و سالیانه مورد بازدید زائرین یهودی، قرار دارد.